# أسيد بن عبد الله الخزاعي
أُسَيْد بن عبد الله الخزاعي (151 هـ - 768 م) كان صاحب وقائد جيش أبي مسلم الخراساني، ولي خراسان وتُوفي فيها. ذكره المؤرخ اليعقوبي في «تاريخه» قائلًا: «... فصار المهدي إلى الري واستعمل على خراسان أسيد بن عبد الله الخزاعي ووجه معه بالجيوش ...».
ترجم له الزركلي في «الأعلام» قائلًا: «أسيد بن عبد الله الخزاعي: أحد القادة الشجعان، من ذوي الرأي. كانت إقامته في نسا (من مدن خراسان) وصحب أبا مسلم الخراساني قبل ظهور الدعوة العباسية، فخدمه برأيه وسعيه، ثم كان أول من لبس السواد (شعار بني العباس) في نسا. وجعله أبو مسلم على مقدمة جيشه حين دخل مدينة مرو. وولي خراسان بعد ذلك فتوفي بها».